# مارسيليو فيسينو

De triplici vita, 1560

مارسيليو فيسينو (19 أكتوبر 1433 - 1 أكتوبر 1499) أحد الفلاسفة الإنسانيين الأكثر نفوذاً في أوائل عصر النهضة الإيطالية وأحد علماء الفلك ومحيي الأفلاطونية الحديثة وكان على اتصال مع كل مفكر أكاديمي وكاتب رئيسي في يومه، وكان أول مترجم لأعمال أفلاطون إلى اللغة اللاتينية. وكان صاحب أكاديمية فلورنسا التي كانت محاولة لإحياء مدرسة أفلاطون ذات تأثير كبير على اتجاه وفحوى عصر النهضة الإيطالية وتطور الفلسفة الأوروبية.

## روابط خارجية
- مارسيليو فيسينو على موقع الموسوعة البريطانية (الإنجليزية)
- مارسيليو فيسينو على موقع إن إن دي بي (الإنجليزية)